# Arena (Guánica)
Arena es un barrio ubicado en el municipio de Guánica en el estado libre asociado de Puerto Rico. En el Censo de 2010 tenía una población de 96 habitantes y una densidad poblacional de 8,45 personas por km².

## Geografía
Arena se encuentra ubicado en las coordenadas 18°1′2″N 66°56′28″O / 18.01722, -66.94111. Según la Oficina del Censo de los Estados Unidos, Arena tiene una superficie total de 11.36 km², de la cual 11.35 km² corresponden a tierra firme y (0.02%) 0 km² es agua.

## Demografía
Según el censo de 2010, había 96 personas residiendo en Arena. La densidad de población era de 8,45 hab./km². De los 96 habitantes, Arena estaba compuesto por el 88.54% blancos, el 6.25% eran afroamericanos y el 5.21% eran de otras razas. Del total de la población el 100% eran hispanos o latinos de cualquier raza.